# So Little Time
So Little Time was een Amerikaanse sitcom waarin de zusjes Mary-Kate en Ashley Olsen de hoofdrol vertolkten.
De reeks ging in 2001 van start en eindigde na 26 afleveringen in 2002.
In So Little Time draait alles om het doen en laten van de tweeling Chloe en Riley Carlson die in Malibu (Californië) leven. Hun leven is niet zoals het leven van de meeste tieners. Hun ouders (Jack en Macy) die een succesvol modelabel hebben opgestart, wonen apart sinds Jack een midlifecrisis kreeg en meer tijd voor zichzelf wilde. Gelukkig is er nog nanny (kindermeisje), Manuelo, om een oogje op het huishouden te houden.
Op West-Malibu High School proberen Chloe en Riley hun mannetje te staan. Chloe probeert de aandacht van jongens voor zich te winnen terwijl haar zus Riley er alles aan doet om de overdreven aandacht die ze krijgt van hun buurjongen, Larry, te vermijden. 
In het tweede seizoen komen er twee personages bij: Cammy werkt in het koffiehuis, The Newstand, en gaat tot het uiterste voor een acteercarrière. Lennon is de alwetende jongen die vooral Chloes hart sneller doet slaan.
In 2002 werd Mary-Kate Olsen genomineerd voor een Emmy award in de categorie "Outstanding Performer in a Children's Series" voor haar rol in So Little Time